# NGC 7224
NGC 7224 ist eine elliptische Galaxie vom Hubble-Typ E im Sternbild Pegasus. Sie ist schätzungsweise 554 Millionen Lichtjahre von der Milchstraße entfernt.
Das Objekt wurde am 6. September 1863 von Albert Marth entdeckt.